# Migración pendular

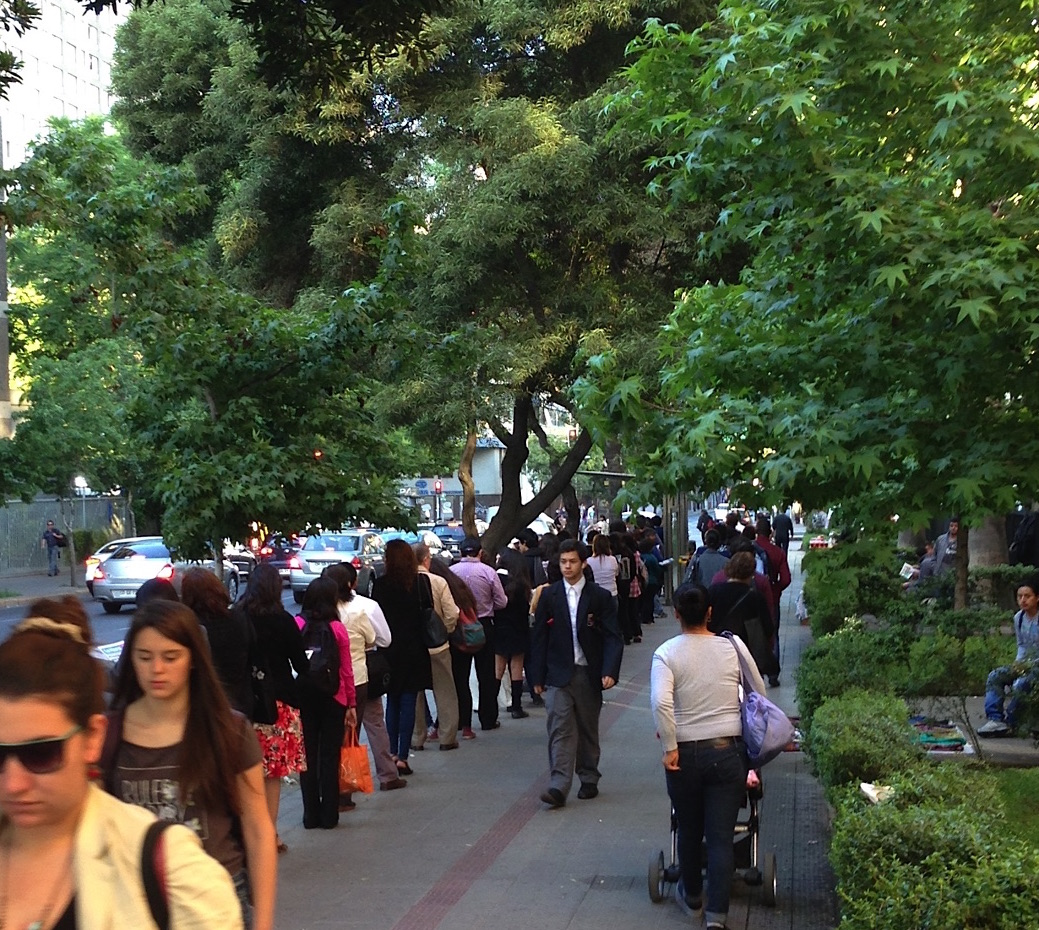
Persona esperando locomoción en un paradero probablemente para ir a su trabajo, dentro de su proceso de migración pendular

El término migración pendular, movilidad pendular o conmutaje se refiere al desplazamiento desde el lugar de residencia al lugar de trabajo, estudio o abastecimiento por periodos diarios, ida y vuelta, favorecidas por el transporte público. Es una práctica muy frecuente que en un comienzo fueron típicas del comercio ambulante, en el cual, el comerciante realizaba un viaje de ida hasta un lugar específico y luego volvía hasta su residencia, esto podía ser por un día, más de un día, semanas hasta meses. En la actualidad, las migraciones de este tipo son más características en una misma ciudad, reduciéndose a movimientos intraurbanos. Las migraciones pendulares no provocan cambio de residencia de forma permanente, ya que la principal característica del movimiento pendular es que la persona vuelve a su residencia original durante el día, aunque en caso de que se extendiera el tiempo podría provocar una migración temporal.

## Origen
Con el impacto que generó la Revolución industrial y el desarrollo de las ciudades, el gran poblamiento por motivos de encontrarse allí una mayor cantidad de fuentes laborales, se provocó un movimiento migratorio desde el campo a la ciudad, a esta nueva forma de desplazamiento de las personas, la Geografía, como ciencia social, desde su perspectiva espacial incorpora este fenómeno a su objeto de estudio. Con el paso del tiempo, un nuevo problema que ha generado todo ese fenómeno del desarrollo de las ciudades ha sido el de la movilidad urbana, tanto en el espacio interurbano como en el periurbano y es aquí donde podemos reconocer el fenómeno de la migración pendular.
Originándose en principio por el desplazamiento para cubrir necesidades de ámbito laboral, también sumamos al fenómeno de la migración pendular el desplazamiento por motivos de educación, relaciones personales, ocio y abastecimiento de productos o servicios, pero es la duración del movimiento que se realiza hasta y en el lugar al que nos desplazamos lo que da esta característica de ser algo pendular, pues la persona vuelve a su lugar original el mismo día.

## Características

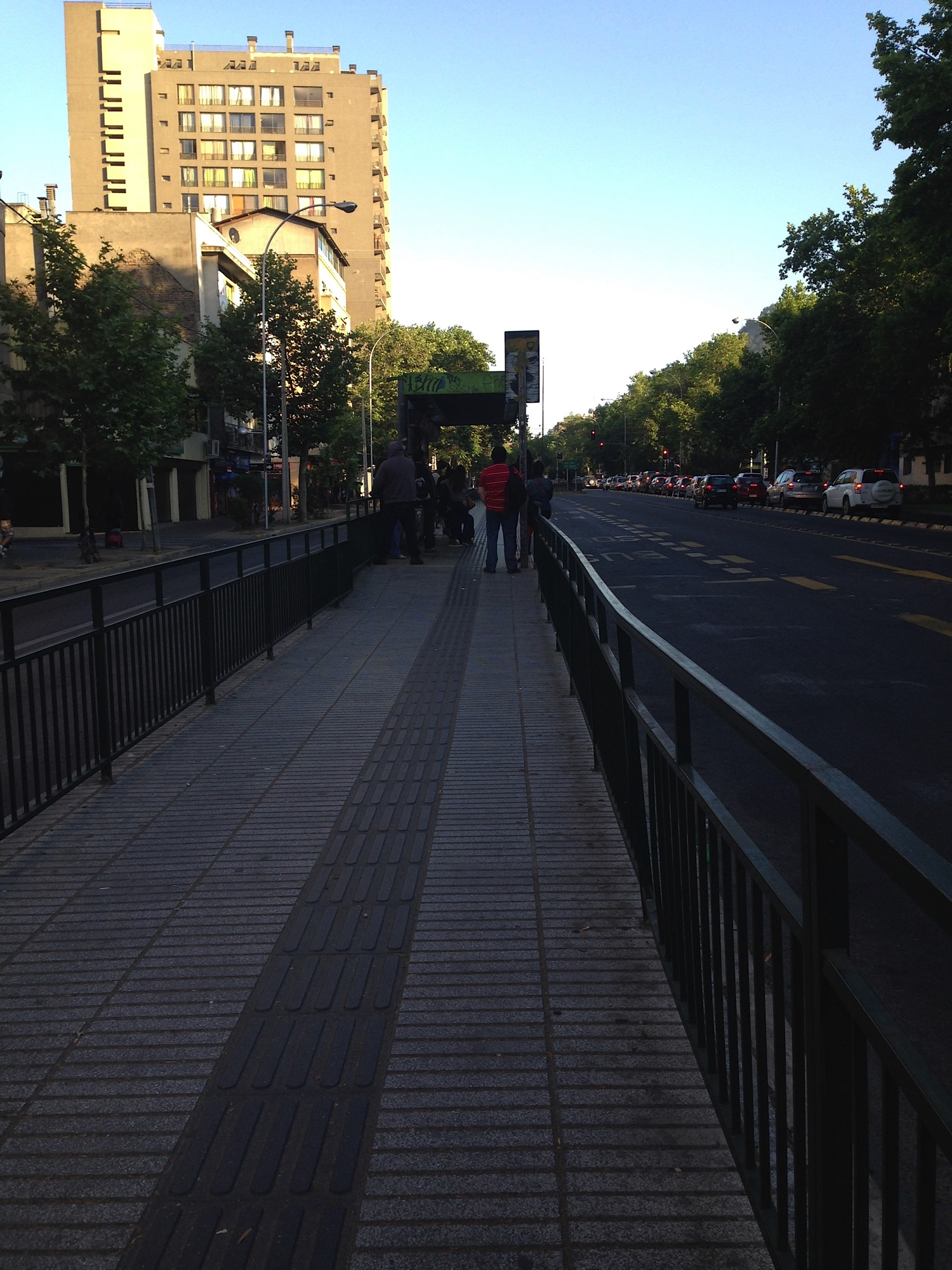
Paradero de locomoción en la que la gente realiza su proceso de migración pendular diariamente.

Las migraciones pendulares se caracterizan y diferencian por:
- Ser movimientos que se realizan según características propias de la actividad, tienen carácter repetitivo, como por ejemplo: Jornada universitaria.
- Su duración se limita al tiempo de la jornada que se debe cumplir, ya sea laboral, educacional, abastecimiento, más el tiempo que dure el desplazamiento de ida y vuelta.
- Se realizan estas migraciones exclusivamente para cumplir con las jornadas, por lo tanto no suponen cambios de actividades ni extensión de los tiempos, si el tiempo se extiende a más de un día la migración se convierte en temporal.
- Al ejercer la migración pendular no se genera un cambio estructural de la población demográfica, ya que la movilidad es transitorio y tiene un retorno característico.
- Ya que el migrante retorna a diario a su residencia, los problemas que pueda causar este tipo de migración son de carácter transitorio, mientras dure el traslado, aunque la rutina pueda causar problemas permanentes en la persona que la realice.
- Los medios de transporte permiten la migración pendular en cuanto ésta se realiza con el objetivo de realizar un trabajo y el desplazamiento ida y vuelta es en un día. Con la evolución que han tenido los medios de transporte esta práctica es cada vez más habitual y también se ha naturalizado.

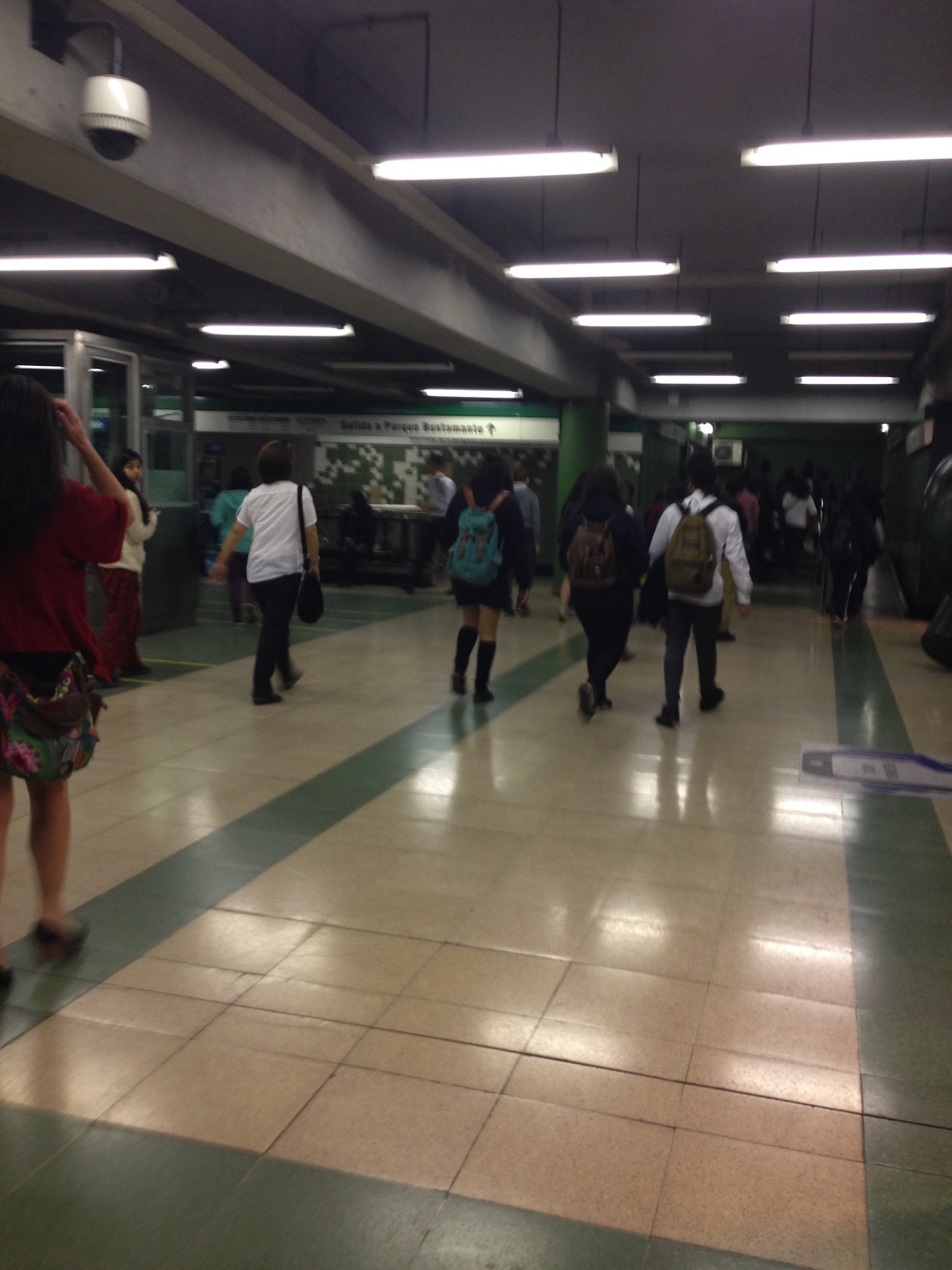
Estudiantes en el metro de Santiago de Chile, ejerciendo migración pendular un día en la mañana

## Problemas
Al realizar una migración pendular de forma diaria, puede llegar a afectar en forma negativa a las personas en su vida, sobre todo cuando hacemos referencia a las grandes ciudades, ya que son en estas, en las que se viven la mayor cantidad de situaciones que hacer que el desplazamiento del migrante no sea del todo tranquilo, al contrario, pueda hasta llegar a poner en riesgo su vida, algunos de los percances que puede llegar a vivir un migrante pendular pueden ser los siguientes:
- La cantidad de tiempo que demora en desplazarse quita tiempo de su vida familiar y su descanso.
- El dinero que se invierte en el desplazamiento es cada vez mayor, ya que el costo del transporte es cada vez más alto [cita requerida], por lo tanto, afecta en el presupuesto familiar.
- El cansancio y la fatiga durante las horas punta, de ida o terminada la jornada laboral puede afectar directamente en el desempeño del migrante pendular [cita requerida].
- Problemas de salud debido al contagio de enfermedades virales durante algunas épocas del año al estar en contacto inevitable con las personas que viajan junto a uno mismo y también problemas causados por la contaminación debido a la alta congestión por el exceso de tráfico.[5]